# Metralladora pesant Tipus 1
La metralladora pesant Tipus 1 (del japonès per: 一式重機関銃, Iti-shiki juu-kikanjuu) era una metralladora pesant utilitzada per l'Exèrcit Imperial Japonès durant la Segona Guerra Mundial, a partir de l'any 1941.

## Disseny
L'arma va ser dissenyada el 1941, i va estar en producció des del mateix any fins al final de la Segona Guerra Mundial. Va ser utilitzava a partir de l'any 1941 fins al 1945 per l'Exèrcit Imperial Japonès, tot i que es va usar fins a la dècada dels 50 a la Guerra d'Indoxina i la Guerra Civil xinesa.

## Descripció
A vegades definida com una arma antiaèria lleugera durant la Campanya del Pacífic, la metralladora Tipus 1, era la versió lleugera de la metralladora pesant Tipus 92 de 7,7x58 mm Arisaka. Utilitzava el mateix sistema per al seu ús, amb l'única diferència de que era més petit. El canó estava dissenyat per a poder ser canviat ràpidament en combat, i per això es va reduir el nombre d'anells de refrigeració. Estava alimentada per una cinta metàl·lica de 30 cartutxos, amb una cadència de tir d'entre 400 i 450 bales/minut, a una velocitat inicial de 770 m/s.
L'arma tenia un pes total (carregada i amb el trípode) de 36,8 kg, una llargada total de 1.077 mm i una llargada del canó de 590 mm. El seu abast efectiu era d'uns 1.400 metres, i l'abast màxim era de 4.100 metres.